# Анна Датская
А́нна Да́тская (англ. Anne of Denmark; 12 декабря 1574, Скандерборгский замок, Центральная Ютландия или Сканнерборг, Центральная Ютландия — 2 марта 1619[…], Ричмонд-апон-Темс, Лондон) — принцесса Датская, в замужестве королева Шотландии, Англии и Ирландии, жена короля Якова I (VI) Стюарта.

## Биография
Анна была дочерью Фредерика II, короля Дании и Норвегии из Ольденбургской династии и его жены, Софии Мекленбург-Гюстровской. В 1589 году между Данией и Шотландией был заключен договор о браке принцессы Анны и молодого шотландского короля Якова VI. Свадьба по доверенности состоялась в Копенгагене, и невеста отплыла в Шотландию. Однако из-за штормов в Северном море корабль был вынужден вернуться в Норвегию. Нетерпеливый жених снарядил шотландский флот и прибыл к Анне в Осло, где 23 ноября состоялась свадьба. Молодожёны оставались во владениях датского короля до весны следующего года. 17 мая 1590 года в Холирудском аббатстве Анна была коронована королевой Шотландии. Брак Якова VI с представительницей датского королевского дома, одной из лидирующих протестантских династии Европы, значительно укрепил позиции короля в пресвитерианской Шотландии.
Анна Датская была очаровательной и жизнерадостной девушкой, однако по интеллектуальному уровню она не могла соответствовать королю-философу Якову VI. Вскоре после свадьбы отношения между супругами стали охлаждаться, и в конце концов они почти перестали встречаться. Тем не менее в период между 1594 и 1604 годами Анна Датская произвела на свет семерых детей, из которых смерти в младенчестве избежали лишь трое: принцы Генрих, Карл и принцесса Елизавета.
Влияние Анны на королевский двор было достаточно значительным: благодаря ей при шотландском (а с 1603 года английском) дворе установились куртуазные порядки, стали часто организовываться балы, театральные постановки, поощрялись поэты и музыканты, двор приобрел блеск и пышность. Придворным художником Анны был Исаак Оливер, оставивший многочисленные портреты своей покровительницы. Это вызывало недовольство пресвитерианского духовенства, которое неоднократно критиковало королеву за пренебрежение к молитвам и слову Божию. Негативное отношение ещё более усилилось после перехода Анны в католичество. Из свиты королевы вышло много талантливых администраторов, которые затем успешно работали в высших государственных органах Англии и Шотландии.
Резиденцией Анны был построенный для неё Иниго Джонсом в Гринвиче дворец Квинс-хаус, который сохранился. Она скончалась в возрасте 44 лет, в 1619 году, в Хэмптон-Кортском дворце и была погребена в Вестминстерском аббатстве.

## Дети
1. Генрих, принц Уэльский (1594—1612)
2. Елизавета (1596—1662), замужем (1613) за Фридрихом V, курфюрстом Пфальца (родоначальница Ганноверской династии, вступившей на британский престол в 1714 году)
3. Маргарита (1598—1600)
4. Карл I (1600—1649), король Англии и Шотландии (с 1625 года)
5. Роберт, герцог Кинтайр (1602—1602)
6. Мария (1605—1607)
7. София (1606—1606)

## В культуре
- Заговор против короны / Gunpowder, Treason and Plot (мини-сериал, 2004, Великобритания), режиссёр Гиллис МакКиннон, в роли Анны Сира Стамп.
- Анна Датская изображена в анимационном фильме «Покахонтас 2: Путешествие в Новый Свет» от компании Walt Disney Pictures.